# مقاطعة تشرنيهيف

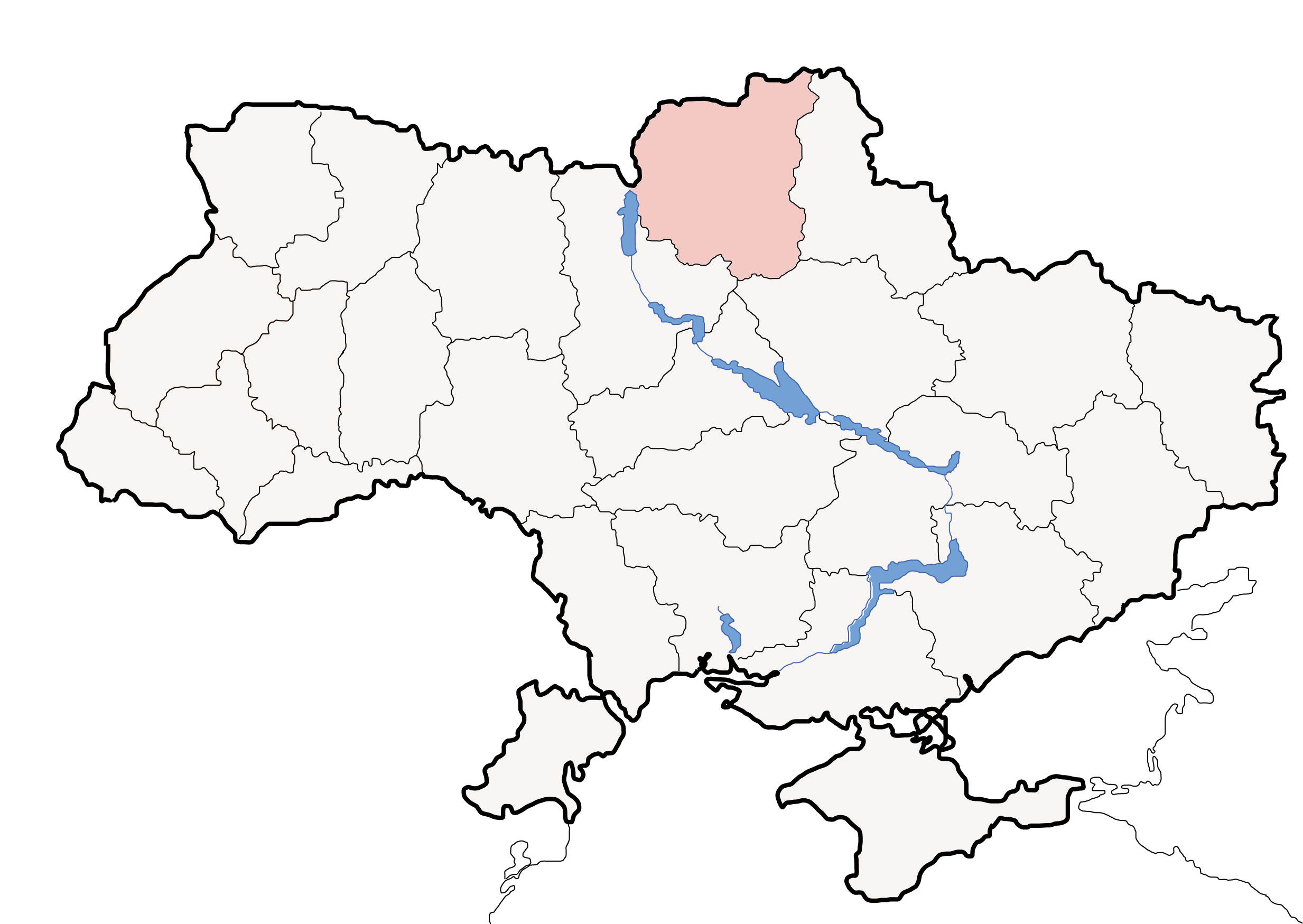
موقع تشرنيهيف أوبلاست (أحمر) داخل أوكرانيا (أزرق)

مقاطعة تشرنيهيف أو شِرنِهِيف أُبلَست (بالأوكرانية: Чернігівська область) هي مقاطعة في شمال أوكرانيا. المركز الإداري للمقاطعة هو مدينة تشرنيهيف. ويبلغ عدد سكان المنطقة 1,156,609 (اعتبارا من 2006) وتغطي مساحة 31,865 كم².

## وصلات خارجية
- الموقع الرسمي (بالأوكرانية)